# 陰陽座
陰陽座（おんみょうざ）は、日本のヘヴィメタルバンド。1999年に大阪で、瞬火・黒猫・招鬼・狩姦によって結成された。「妖怪ヘヴィメタル」をキャッチフレーズとしており、ジューダス・プリーストなどの王道的ヘヴィメタルに影響を受けた洋のサウンドに、古雅な日本語・伊予弁による歌詞、妖怪をメインとした和の世界観を融合させた独特の音楽性を特徴とする。

## 来歴
- 1999年結成。6月20日に大阪 西九条BRAND NEWにて初ライヴ『降臨』決行。
- 2001年12月16日メジャー・デビュー。マキシシングル『月に叢雲花に風』を発売。
- 2002年アイアン・メイデンのトリビュートアルバム（日本盤のみ）に、唯一の日本人アーティストとして参加した。また2003年にはジューダス・プリーストのトリビュートアルバムにも参加（同作でも唯一の日本勢）。
- 2004年5月29日にはロックバンドとしては初となる能楽堂（東京・銕仙会能楽研修所）での公演を行う[3]。同年9月23日リリースの『組曲「義経」〜悪忌判官』でも能楽堂の舞台においてプロモーションビデオを撮影した。
- 2004年9月から12月にかけて42都道府県を巡るツアーを敢行。
- 2005年9月下旬から10月初旬にかけて初めてのヨーロッパツアーを実施。
- 2006年2月25日初となるホールライブ『珠玉の宴』を中野サンプラザにて決行。
- 2006年5月下旬から11月下旬の約半年をかけて、ヨーロッパ2箇所を含む全都道府県でのライヴを行なうツアーを実施。途中、黒猫の突発的な病気による公演延期などがあったものの、全公演が完遂された。
- 2008年リリースの『魑魅魍魎』、2009年リリースの『相剋／慟哭』に於いてそれぞれアルバム、シングル部門で初のウィークリーTOP10入りした。
- 2010年7月から10月にかけて全国ツアー『続･生きることとみつけたり!!』を敢行。宮崎公演にて日本2周目を達成。
- 2012年初のホール全国ツアー『絶界の鬼子母神』を敢行。2部構成になっており、第1部ではコンセプトアルバムの組曲（全12曲）をMC一切無しで演奏した。
- 2020年2月21日、全国ツアー『生きることとみつけたり【参】』中に黒猫が突発性難聴を発症したことを受け、当日以降開催予定だった公演をすべて中止としたうえ、同年3月2日をもって黒猫の療養を鑑みた結果、活動をしばらく休止することを発表。
- 2022年10月18日、約4年半ぶりとなるニューアルバム『龍凰童子』のリリースを発表。また同年12月27日、アルバムリリースに伴い、2023年度より活動再開へ向けた調整を行うことを発表。
- 2025年8月6日、前作『龍凰童子』（2023年）以来、2年半ぶりとなるアルバム『吟澪御前』を発売[4]。

## 音楽性とコンセプト
「妖怪ヘヴィメタル」がキャッチコピーおよびコンセプト。ヴィジュアル面においては、狩衣や平安装束、袴や浴衣などの和装、黒髪の長髪といった現代的要素が省かれた古来の日本的な装いで統一されている。

### 影響
リーダーの瞬火が最も影響を受けたと語っているのがジューダス・プリースト である。ほかにはデストラクション、アナイアレイター。同様にルーツとしてはラッシュをあげており、彼らのやりたい事なら何でもやるという姿勢や、音楽活動において常に向上心を持ち続ける部分には、個人としても陰陽座というバンドとしても非常に感銘を受けており、同じようなアティテュードを持って活動していきたいと考えているという。また、日本的なロックの先達として人間椅子を挙げている。
黒猫は影響を受けたヴォーカリストとしてロニー・ジェイムス・ディオを挙げている。レインボーの『オン・ステージ』を聴いたのが出会いだったといい、それ以来変わらぬ目標として存在していると語っている。ハートなどのハードロックも好きだという。
招鬼は目標とするギタリストとしてゲイリー・ムーアをあげている。彼のアルバム『Blues Alive』を聞いて衝撃を受けたとのこと。他には瞬火からバンドや絵の分野でも大きな影響を受けたといい、陰陽座での活動が自身を成長させていると述べる。
狩姦は自身のルーツとなったものとして、ジェイソン・ベッカーの『パーペチュアル・バーン』、招鬼、ポール・ギルバートをあげている。招鬼からMR. BIGを勧められたことがきっかけでポール・ギルバートを知り、彼が率いたバンドレーサーXの『Street Lethal』を筆頭に、ジェイソン・ベッカー、リッチー・コッツェン、グレッグ・ハウなどシュラプネル・レコーズに所属するアーティストの作品を買いあさって、たくさんコピーしたとのことである。他には、高校時代に招鬼とメガデスをコピーしたことがあると述べている。

### 歌詞
古語・漢語を多用した古風な文語調の歌詞をメインとしている。なお『文車に燃ゆ恋文』では、鎮魂歌を「レクイエム」、『式を駆る者』においては業を「カルマ」と歌った楽曲などが存在してはいるものの、基本的には日本語以外の言語は極力排除されている。文語調以外にも、瞬火、招鬼、狩姦らの出身地である愛媛県の方言を交えた土俗的かつ郷土的な歌詞もみられる。
現代では殆ど使用されていない語句や、独自の当て字が多いため難読ではあるが、言葉の響きと意味の両立が重視されており、その詞風は極めて独特のものである。
世界観においては、説話・伝承に散見される妖怪を中心に題材としている。陰陽座にとっての「妖怪」は単なる伝説上の生物ではなく、「人間のあらゆる感情を投影する存在」という意味があるとしている。
そのほかには、源義経、森蘭丸、伊達政宗といった武将、第六天魔王、風神、雷神、スサノオといった神々など、幅広くも一貫して非現代的で古雅な日本文化が題材とされている。
これら歴史上の妖怪や武将をテーマとしているのは元々、瞬火が個人的に興味のあることだったため。しかし、海外のヘヴィメタルバンドが竜や魔法や騎士をテーマとしているので、図らずとも陰陽座の世界観がそれらを対比的に日本に置き換えたものになったのだとか。
また、現代の作品からの本歌取りなども展開している。陰陽座の『○○忍法帖』シリーズは、山田風太郎の『忍法帖シリーズ』をオマージュとしており、『眩暈坂』と『桜花の理』は京極夏彦の作品を題材としている。『奇子』は手塚治虫の同名の作品が基になっている。

## バンド活動
すでに全都道府県を2周しているという事実が物語るように、生粋のライヴバンドとして全国ツアーを積極的に行っている。アンコールを行う回数が多いことでも知られ、ツアーライブでは4回、5回もアンコールをするのが恒例となっている。また、ツアー千秋楽ではアンコール終盤になって激しい曲を立て続けに５曲演奏することが通例となっており、バンドはそれを「極楽地獄」と呼ぶ。
また、ファンは「式神」と呼ばれており、公式ファンクラブの名前は「式神倶楽部」である。
インディーズ時代ではヴィジュアル系シーンでも活動しており、ヴィジュアル系のライブイベントやオムニバスCD、雑誌等に参加していた。

## メンバー

### 正規メンバー
陰陽座結成以前から黒猫がもともとこの名前を使用していたため、他のメンバーもそれに倣い猫にちなんだ名前を名乗っている。
- 黒猫（くろねこ） - ボーカル
- 瞬火（またたび） - ベース、ボーカル、リーダー
- 招鬼（まねき） - ギター、コーラス
- 狩姦（かるかん） - ギター、コーラス

### 元メンバー
- 斗羅（とら） - ドラムス、パーカッション
本名は河塚篤史。結成時からサポートメンバーとして参加、その後正式加入するも2009年に脱退。再びサポートメンバーとなったが、2011年春のツアー（東日本大震災の影響で中止となった）以降はツアー、音源共に参加していない。現在はポストロックバンドNESSで活動中。2015年4月、Concerto Moonに加入している。

### サポートメンバー
- 石川和智 - ドラムス。全国ツアー2011『谺』に参加。
- MAKOTO（土橋誠） - ドラムス、パーカッション。
2011年リリースのアルバム『鬼子母神』より参加し、2012年の全国ツアーより全てのライブでサポートドラムスを務める。2014年の『青天の三日月』、2016年の『愛する者よ、死に候え』のミュージックビデオに出演している。ヴィジュアル系ロックバンド Acid Black CherryやBREAKERZのサポートメンバーとして活動した経歴を持つ。
- 阿部雅宏 - ピアノ、キーボード。
土橋と同様『鬼子母神』の製作に携わり、以降もサポートキーボーディストとして参加。

## エピソード
- 2003年1月22日、4枚目のアルバム『鳳翼麟瞳』を発表した際、当初は所属レーベルであるキングレコード側からレーベル初のコピーコントロールCDの導入が提案された。これについて瞬火が「新たな時代のスタンダードになるかもしれない手法に対して臆することなく行動を起こそうというその〝心意気〟を買ってこれを承諾するのだから、万一この施策が途中で頓挫したり、陰陽座だけが〝実験台〟になって終わったりするようなことがあった場合、即刻通常のCDに戻して発売し直してほしい」という条件を出した上でこれを承諾・契約する[12]。しかし、消費者側からのCCCDに対する各レコード会社への非難は多く、以降キングレコードからCCCDが発売されることはなかった。その結果『鳳翼麟瞳』は通常CDとして再発売され、それまでの時点で陰陽座としては最高の売上を記録した。
- 2020年3月2日、公式サイトで、ヴォーカル黒猫に突発性難聴の疑いがあることを公表した[13]。陰陽座 全国ツアー2019『生きることと見つけたり【参】』2月18日以降の5公演は延期していたが、中止・払戻となった[13]。当初は、2月18日鹿児島と20日宮崎はフェリー欠航に伴う延期、22日熊本、24日大分、26日長崎が、黒猫の聴覚に極めて深刻かつ突発的な異常が発生し、精密な検査と治療を要する事態となってしまったため延期だった[13]。

## ディスコグラフィー

### シングル
| 枚     | 発売日         | タイトル               | 規格品番    | 最高位 | 初収録アルバム    | 備考                                       |
| ------ | -------------- | ---------------------- | ----------- | ------ | ----------------- | ------------------------------------------ |
| Indies | 2000年4月3日   | 桜花ノ理               | MOCR-0003   | 圏外   | 百鬼繚乱          | CD-R・廃盤、初回盤のみボーナストラック収録 |
| 1st    | 2001年12月16日 | 月に叢雲花に風         | KICM-1042   | 圏外   | 煌神羅刹          | メジャーデビュー作品                       |
| 2nd    | 2002年12月25日 | 妖花忍法帖             | KICM-1066   | 57位   | 鳳翼麟瞳          |                                            |
| 3rd    | 2003年6月4日   | 鳳翼天翔               | KICM-1073   | 69位   | 鳳翼麟瞳          |                                            |
| 4th    | 2003年10月1日  | 醒（めざめ）           | KICMCM-1090 | 30位   | 陰陽珠玉/稀少連結 |                                            |
| 5th    | 2004年1月27日  | 睡（ねむり）           | KICM-1091   | 40位   | 夢幻泡影          |                                            |
| 6th    | 2004年9月23日  | 組曲「義経」〜悪忌判官 | KICM-1117   | 30位   | 臥龍點睛          |                                            |
| 7th    | 2004年10月27日 | 組曲「義経」〜夢魔炎上 | KICM-1118   | 32位   | 臥龍點睛          |                                            |
| 8th    | 2004年11月26日 | 組曲「義経」〜来世邂逅 | KICM-1119   | 33位   | 臥龍點睛          | 初回プレス盤のみボックスケース仕様         |
| 9th    | 2005年4月27日  | 甲賀忍法帖             | KICM-1134   | 31位   | 臥龍點睛          |                                            |
| 10th   | 2007年6月27日  | 黒衣の天女             | KICM-1207   | 14位   | 魔王戴天          |                                            |
| 11th   | 2008年8月6日   | 紅葉（くれは）         | KICM-1239   | 15位   | 魑魅魍魎          |                                            |
| 12th   | 2009年1月21日  | 相剋／慟哭             | KICM-1267   | 13位   | 金剛九尾          |                                            |
| 13th   | 2009年8月26日  | 蒼き独眼               | KICM-1287   | 17位   | 金剛九尾          |                                            |
| 14th   | 2011年2月9日   | 紺碧の双刃             | KICM-1329   | 23位   | 龍凰珠玉          |                                            |
| 15th   | 2014年3月19日  | 青天の三日月           | KICM-1509   | 19位   | 雷神創世          |                                            |
| 16th   | 2018年1月10日  | 桜花忍法帖             | KICM-1819   | 15位   | 覇道明王          |                                            |

#### 配信限定シングル
| 発売日         | タイトル | 収録アルバム   |
| -------------- | -------- | -------------- |
| 2019年10月23日 | 一輪一滴 | アルバム未収録 |
| 2022年12月14日 | 茨木童子 | 龍凰童子       |

### アルバム

#### オリジナルアルバム
| 枚   | 発売日         | タイトル | 規格品番 | 最高位 | 備考                     |
| ---- | -------------- | -------- | --- | ------ | ------------------------ |
| 1st  | 1999年12月5日  | 鬼哭転生 | MOCR-0001 (1999年12月25日発売 魍魎の匣) MOCR-01RM (2002年1月10日再発 Mandrake Root) KICS-1053 (2004年1月7日再発 キングレコード) | 圏外   | インディーズ作品         |
| 2nd  | 2000年12月24日 | 百鬼繚乱 | MOCR-0004 (2000年12月24日発売 魍魎の匣) MOCR-04RM (2002年2月1日再発 Mandrake Root) KICS-1054 (2004年1月7日再発 キングレコード)  | 圏外   | インディーズ作品         |
| 3rd  | 2002年1月10日  | 煌神羅刹 | KICS-927 | 49位   | メジャーデビューアルバム |
| 4th  | 2003年1月22日  | 鳳翼麟瞳 | KICS-994 | 23位   |                          |
| 5th  | 2004年3月3日   | 夢幻泡影 | KICS-1066 | 27位   |                          |
| 6th  | 2005年6月22日  | 臥龍點睛 | KICS-1182 | 20位   |                          |
| 7th  | 2007年7月25日  | 魔王戴天 | KICS-1314 | 13位   |                          |
| 8th  | 2008年9月10日  | 魑魅魍魎 | KICS-1385 | 9位    |                          |
| 9th  | 2009年9月9日   | 金剛九尾 | KICS-1484 | 13位   |                          |
| 10th | 2011年12月21日 | 鬼子母神 | KICS-1733 | 13位   |                          |
| 11th | 2014年9月24日  | 風神界逅 | KICS-3104 | 10位   | 同時発売                 |
| 12th | 2014年9月24日  | 雷神創世 | KICS-3105 | 11位   | 同時発売                 |
| 13th | 2016年11月30日 | 迦陵頻伽 | KICS-3439 | 7位    |                          |
| 14th | 2018年6月6日   | 覇道明王 | KICS-3715 | 11位   |                          |
| 15th | 2023年1月18日  | 龍凰童子 | KICS-4092 | 6位    |                          |
| 16th | 2025年8月6日   | 吟澪御前 | KICS-4208 | 11位   |                          |

#### ミニアルバム
| 枚  | 発売日        | タイトル | 規格品番 | 最高位 | 備考                                          |
| --- | ------------- | -------- | -------- | ------ | --------------------------------------------- |
| 1st | 2002年7月24日 | 封印廻濫 | KICS-961 | 63位   | インディーズ時代の楽曲の再録音に新曲2曲を追加 |

#### ライヴアルバム
| 枚  | 発売日        | タイトル | 規格品番     | 最高位 | 備考 |
| --- | ------------- | -------- | ------------ | ------ | --- |
| 1st | 2003年6月25日 | 赤熱演舞 | KICS-1021    | 68位   | |
| -   | 2006年2月8日  | 盤之特典 | -            | 特典   | 陰陽珠玉初回限定盤ボーナスディスク                                                                      |
| 2nd | 2006年6月7日  | 陰陽雷舞 | KICS-1245/46 | 35位   | |
| -   | 2012年9月5日  | 鬼拵雷舞 | -            | 特典   | 絶界演舞 完全限定プレス盤特典 Live CD 2012年3月20日〜4月20日 ツアー『絶界の鬼子母神』各公演に於いて収録 |

#### ベストアルバム
| 枚  | 発売日        | タイトル | 規格品番                                         | 最高位 | 備考                                                                               |
| --- | ------------- | -------- | ------------------------------------------------ | ------ | ---------------------------------------------------------------------------------- |
| 1st | 2006年2月8日  | 陰陽珠玉 | KICS-91216/7（初回限定盤） KICS-1216/7（通常盤） | 14位   | 初回限定盤にはボーナスディスクにライブCD『盤之特典』付属                           |
| 2nd | 2013年12月4日 | 龍凰珠玉 | KICS-1990/1                                      | 18位   | 新曲『吹けよ風、轟けよ雷』、『生きもの狂い』の2曲と『甲賀忍法帖（龍凰Remix）』収録 |

#### ボックスセット
| 発売日         | タイトル | 規格品番      | 最高位 | 備考 |
| -------------- | -------- | ------------- | ------ | --- |
| 2010年12月22日 | 陰陽大全 | KIZC-101-13   | 48位   | 鬼哭転生から金剛九尾までの10枚のスタジオアルバム アルバム未収録楽曲全集CD『稀少連結』 ビデオクリップ全集DVD『活動履歴』を収録したボックスセット。 |
| 2019年12月4日  | 廿魂大全 | KICS-93810/25 | 63位   | スタジオアルバム全15作品 過去曲の再レコーディング音源を収録した特典ディスク『黎明転生』 全44頁の別冊写真集を収録したボックスセット。              |
| 2019年12月4日  | 単盤大全 | KICM-91960/75 | 78位   | これまでに発売された全16作品のシングル ボーナストラック『甲賀忍法帖」（20周年記念新録版）』を収録したボックスセット。                             |

### 映像作品
| 枚   | 発売日         | タイトル                           | 規格品番          | 規格品番                             | 最高位   | 備考 |
| 枚   | 発売日         | タイトル                           | 初回限定盤        | 通常盤                               | 最高位   | 備考 |
| ---- | -------------- | ---------------------------------- | ----------------- | ------------------------------------ | -------- | --- |
| 1st  | 2002年1月10日  | 百鬼降臨伝〜陰陽座単独活動絵草紙〜 |                   | KICS-1021                            | 7位      | 2001年9月15日に東京は目黒 THE LIVE STATIONにて収録、インディーズ時代のライヴ                                                              |
| 2nd  | 2003年6月25日  | 白光乱舞                           |                   | KIBM-46                              | 40位     | 2003年1月26日に名古屋 E.L.L.にて行われた 『鳳翼麟瞳』発売記念ツアー『鳳凰の翼で舞い、麒麟の瞳で睨み付けろ!!』から収録                     |
| 3rd  | 2005年3月2日   | 我屍越行                           | KIBM-90078        | KIBM-78                              | 圏外     | 2004年秋冬全国ツアー『我が屍を越えて行け』より最終公演となった2004年12月9日SHIBUYA-AXでのライヴ                                           |
| 4th  | 2005年8月22日  | 幽玄霊舞                           | NBD-7025/26       | NBD-25                               | 限定販売 | 陰陽座公式ファンクラブ「式神倶楽部」、陰陽座公式庵頁、携帯庵頁、および陰陽座のライヴ会場のみでの限定販売                                  |
| 5th  | 2006年6月21日  | 珠玉宴舞                           | KIBM-90108/09     | KIBM-108/09                          | 40位     | 2006年2月25日に行われた中野サンプラザでの『珠玉の宴』を完全収録                                                                           |
| 6th  | 2008年1月23日  | 天下布舞                           | KIBM-90158/59     | KIBM-158/59                          | 44位     | 2007年9月8日に行われた『天下布武』ツアー千秋楽、Zepp Tokyo公演を収録                                                                      |
| 7th  | 2010年4月21日  | 龍凰輪舞                           | KIBM-90240/41     | KIBM-240/41                          | 24位     | 2009年12月29日に行われた『龍凰輪舞』ツアー千秋楽、東京 JCB HALL公演を収録                                                                 |
| 8th  | 2010年7月1日   | 式神雷舞                           |                   | NBD-65                               | 限定販売 | 2009年8月22日 代官山Unitにて収録 陰陽座公式ファンクラブ「式神倶楽部」、陰陽座公式庵頁、携帯庵頁、および陰陽座のライヴ会場のみでの限定販売 |
| 9th  | 2012年9月5日   | 絶界演舞                           | KIBM-90324/25     | KIBM-324/25                          | 6位      | 2012年4月22日 東京NHKホールに於いて収録、完全限定プレス盤特典に『鬼拵雷舞』                                                               |
| 10th | 2013年12月13日 | 式神謳舞                           |                   | NBD-79                               | 限定販売 | 陰陽座公式ファンクラブ「式神倶楽部」、陰陽座公式庵頁、携帯庵頁、および陰陽座のライヴ会場のみでの限定販売                                  |
| 11th | 2015年9月9日   | 風神雷舞                           | KIXM-205(Blu-ray) | KIXM-205(Blu-ray)                    | 5位      | 2014年12月7日東京 TOKYO DOME CITY HALLにて収録                                                                                            |
| 11th | 2015年9月9日   | 風神雷舞                           | KIXM-205(Blu-ray) | KIBM-516〜517(DVD)                   | 7位      | 2014年12月7日東京 TOKYO DOME CITY HALLにて収録                                                                                            |
| 12th | 2015年9月9日   | 雷神雷舞                           | KIXM-206(Blu-ray) | KIXM-206(Blu-ray)                    | 6位      | 2015年2月22日東京 TOKYO DOME CITY HALLにて収録                                                                                            |
| 12th | 2015年9月9日   | 雷神雷舞                           | KIXM-206(Blu-ray) | KIBM-518〜519(DVD)                   | 6位      | 2015年2月22日東京 TOKYO DOME CITY HALLにて収録                                                                                            |
| 13th | 2017年6月14日  | 絶巓鸞舞                           | KIXM-281(Blu-ray) | KIXM-281(Blu-ray) KIBM-657～658(DVD) | 6位      | 2016年12月23日横浜 パシフィコ横浜国立大ホールにて収録                                                                                     |
| 14th | 2019年3月13日  | 覇道征舞                           |                   | KIXM-361(Blu-ray)                    | 10位     | 陰陽座 全国ツアー2018『覇道』 2018年9月29日 東京 TOKYO DOME CITY HALLでのライヴを収録。                                                   |
| 14th | 2019年3月13日  | 覇道征舞                           | KIBM-777～8 (DVD) | 17位                                 |          | 陰陽座 全国ツアー2018『覇道』 2018年9月29日 東京 TOKYO DOME CITY HALLでのライヴを収録。                                                   |
| 15th | 2021年1月27日  | 式神醍舞                           |                   | NXD-1064(Blu-ray)                    | 限定販売 | 2017年夏に開催された公式ファンクラブ『式神倶楽部』会員限定公演『しきがみのつどい2017』収録 陰陽座公式庵頁のみでの限定販売                 |

### 参加作品
| 発売日        | 参加楽曲                                    | タイトル                                                      | 形態                   | 規格品番              |
| ------------- | ------------------------------------------- | ------------------------------------------------------------- | ---------------------- | --------------------- |
| 2000年7月26日 | 火車の轍                                    | 異形の宴                                                      | オムニバス・アルバム   | CRCR6074              |
| 2000年7月26日 | 月姫                                        | 異形の宴                                                      | オムニバス・アルバム   | CRCR6074              |
| 2000年8月23日 | 火車の轍                                    | 異形の宴                                                      | VHD DVD                | CRVP-40028 CRBP-10022 |
| 2001年2月24日 | 百々目鬼                                    | THE RED HOT BURNING HELL VOL.2                                | オムニバス・アルバム   | YKG-006               |
| 2001年2月24日 | 侵食輪廻                                    | THE RED HOT BURNING HELL VOL.2                                | オムニバス・アルバム   | YKG-006               |
| 2001年9月21日 | 百の鬼が夜を行く                            | 涅槃神楽                                                      | VHS                    | 48MR-V-7              |
| 2001年9月21日 | がいながてや                                | 涅槃神楽                                                      | VHS                    | 48MR-V-7              |
| 2002年6月5日  | The Trooper (明日なき戦い)                  | ア・トリビュート・トゥ・ザ・ビースト~アイアン・メイデンに捧ぐ | トリビュート・アルバム | KICP872               |
| 2002年7月24日 | 鬼とならん人とならん                        | 陰陽師 弍ノ巻                                                 | 語りアルバム           | KICS962               |
| 2003年1月8日  | Beyond the Realms of Death (死の国の彼方へ) | ア・トリビュート・トゥ・ザ・プリースト                        | トリビュート・アルバム | KICP911               |
| 2003年3月14日 | 桜花ノ理 (Indies Single Version)            | Little By Little And Bit By Bit                               | オムニバス・アルバム   | DAK30MR-CD31          |

### 非売品
| 発売日              | タイトル                                                                                              | 形態          | 備考 |
| ------------------- | --- | ------------- | --- |
| 1999年6月20日       | 常ニ月将ヲ以ッテ占時ニ加へ日辰陰陽ヲ視ン 1. 眩暈坂 2. 鬼斬忍法帖 3. 氷の楔 4. 鬼                      | デモテープ    | 1stデモテープ |
| 1999年8月7日        | 亥の子唄                                                                                              | デモテープ    | 大阪 西九条BRAND NEWにてのライヴ『鼓動』で配布 後のアルバムとは別バージョン                                                          |
| 1999年12月5日       | 金烏玉兎集 ～木の巻～ 1. 陰陽座より皆様にご挨拶 2. 文車に燃ゆ恋文（生録音版） 3. 亥の子唄（生録音版） | CD-R          | 『鬼哭転生』特別付録 |
| 2000年11月25日      | 金烏玉兎集 ～火の巻～ 1. 陰陽座より皆様にご挨拶 2. 鬼斬忍法帖（生録音版） 3. 愚者、己の夢を語る       | CD-R          | 陰陽座初単独公演 大阪西九条ブランニュー来場記念特典                                                                                  |
| 2000年12月17日      | 生窮奇 1. 窮奇 (Live)                                                                                 | VHS           | 『百鬼繚乱』先行会場発売特典 |
| 2001年5月18日       | 蟒蛇万歳〈生〉動画酒                                                                                  | VHS           | 大阪梅田バナナホールで無料配布 |
| 2001年              | 空桶倶楽部 1. 桜花ノ理（空桶） 2. 奇子（空桶） 3. がいながてや（空桶）                                | CD-R          | 式神倶楽部特典CD |
| 2001年2月1日        | がいながてや (ライブバージョン)                                                                       | CD (MR/MO-P1) | プロモーションシングル |
| 2002年1月10日       | ニュースおみょ～ん                                                                                    | CD-R          | 『煌神羅刹』『月に叢雲花に風』『百鬼降臨伝』予約購入者特典メッセージCD                                                               |
| 2002年1月10日       | 陰陽一首帯ライブ 1. 夜歩くプラネタリウム人間 2. マタンゴ                                              | VHS           | マンドレ祭り2001の企画、陰陽座 五人一首 筋肉少女帯の内田雄一郎によるセッションバンド演奏                                             |
| 2002年9月2日        | 現代奇想音図鑑メッセージCD                                                                            | CD            | FOOL'S MATE 9月号増刊 特典メッセージCD                                                                                               |
| 2002年11月15日&23日 | 怪奇骨董音楽匣 嵐ヶ丘                                                                                 | CD-R          | Kate Bushの嵐が丘のカバー、東京、大阪で行われたイベントにて配布 陰陽座・浪漫座・ジェラルドメンバーによる録音、Vo.黒猫、ミックス.瞬火 |
| 2003年              | 爆笑演舞                                                                                              | VHS           | メッセージビデオ |
| 2003年1月22日       | ニュースおみょ～ん 2003                                                                               | CD-R          | 『鳳翼麟瞳』『妖花忍法帖』『A Tribute to the Priest』予約購入者特典メッセージCD                                                      |
| 2004年3月           | ニュースおみょ～ん 2004                                                                               | CD-R          | 『睡』『百鬼降臨伝』『夢幻泡影』予約購入者特典メッセージCD                                                                           |
| 2005年              | 我が長話を聞いて行け                                                                                  | VHS           | メッセージビデオ |

### 書籍

#### バンドスコア
1. 『陰陽魂譜』（2003年6月23日、リットーミュージック、『陰陽座メンバーによる座談会&空蝉忍法帖（未発表ライヴ音源） 特別付録CD』付き）ISBN 978-4845609420
2. 『鬼哭転生』（2004年1月14日、リットーミュージック、『陰陽座メンバーによる座談会 特別付録CD』付き）ISBN 978-4845610310
3. 『夢幻泡影』（2004年3月26日、リットーミュージック、『陰陽座メンバーによる座談会 特別付録CD』付き）ISBN 978-4845610563
4. 『臥龍點睛』（2005年8月20日、リットーミュージック、『未発表ライヴ音源 特別付録CD』付き）ISBN 978-4845612178
5. 『珠玉魂譜』（2008年11月21日、リットーミュージック）ISBN 978-4845616114
6. 『金剛九尾』（2010年8月8日、グランツ）
7. 『鬼子母神』（2013年10月15日、グランツ）
8. 『風神界逅』（2015年7月14日、グランツ）
9. 『雷神創世』（2015年7月14日、グランツ）

#### その他書籍
- ロッキンf 特別編集版 陰陽座美旋律絵巻（2003年9月、晋遊舎）ISBN 978-4883803620
- 百の鬼が欧州を行く（2006年2月28日、ソニー・マガジンズ）ISBN 978-4789727174
- 陰陽座 魔王草紙 「天下布武」寫真集（2007年12月14日、SBクリエイティブ）ISBN 978-4-7973-4439-4
- 絶界の鬼子母神（2011年11月15日、グランツ）

## タイアップ
| 楽曲                   | タイアップ                                                                             |
| ---------------------- | -------------------------------------------------------------------------------------- |
| 月に叢雲花に風         | TBS系「桂芸能社ポンッ!」エンディングテーマ                                             |
| 月に叢雲花に風         | 毎日放送系「P.S.〜Pop Shake」エンディングテーマ                                        |
| 鳳翼天翔               | テレビ朝日系「ワールドプロレスリング」ファイティングミュージック（エンディングテーマ） |
| 妖花忍法帖             | テレビ朝日系「ワールドプロレスリング」ファイティングミュージック（エンディングテーマ） |
| 醒                     | 日本テレビ系「爆笑問題のススメ」2003年10月度エンディングテーマ                         |
| 組曲「義経」〜悪忌判官 | テレビ朝日系「完売劇場」エンディングテーマ                                             |
| 甲賀忍法帖             | UHF系アニメ『バジリスク 〜甲賀忍法帖〜』オープニングテーマ                             |
| 黒衣の天女             | テレビ朝日系「アドレな!ガレッジ」エンディングテーマ                                    |
| 紅葉                   | 日本テレビ系「ルート88」エンディングテーマ                                             |
| 相剋                   | ニンテンドーDSソフト「犬神家の一族」オープニングテーマ                                 |
| 慟哭                   | ニンテンドーDSソフト「犬神家の一族」エンディングテーマ                                 |
| 蛟龍の巫女             | SLOT バジリスク絆 AT中チャンステーマ                                                   |
| 蒼き独眼               | ぱちんこCR戦国乱舞大当たりラウンド曲                                                   |
| 紺碧の双刃             | ぱちんこCR戦国乱舞〜紺碧の双刃〜 テーマソング                                          |
| 青天の三日月           | ぱちんこCR戦乱BurST！臥龍の刻時選択可能曲                                              |
| 神風                   | SLOT バジリスク 〜甲賀忍法帖〜Ⅲ バジリスクチャンス中テーマ曲                           |
| 愛する者よ、死に候え   | SLOT バジリスク 〜甲賀忍法帖〜Ⅲ 瞳術チャンス中テーマ曲                                 |
| 桜花忍法帖             | UHF系アニメ『バジリスク 〜桜花忍法帖〜』オープニングテーマ                             |

## ミュージックビデオ
| 監督     | 曲名 |
| 近藤廣行 | 『雲は龍に舞い、風は鳳に歌う』 『愛する者よ、死に候え』『甲賀忍法帖』『甲賀忍法帖 (LIVE Ver.)』『紅葉』『黒衣の天女』『紺碧の双刃』『睡』『醒』『組曲『義経」〜悪忌判官』『組曲「義経」〜来世邂逅』『蒼き独眼』 |
| 中井庸友 | 『鳳翼天翔』『妖花忍法帖』 |
| 不明     | 『月に叢雲花に風』『青天の三日月』 |

## 主なライブ
- 1999年 - 『降臨』『産聲』『鼓動』『跫音』『囁鬼』『絶馨』『仰餓』『飛唱』
- 2000年 - 『宮毘羅』『伐折羅』『迷企羅』『安底羅』『安頁邇羅』『珊底羅』『因達羅』『波夷羅』『摩虎羅』『真達羅』『招杜羅』『毘羯羅』『魍魎の前奏曲』『涅槃の協奏曲』『冥府の交響曲』『荼毘の奏鳴曲』『玉響の狂詩曲』『蠱惑の小夜曲』『百鬼の行進曲』『輪廻の夜想曲』『鋼鉄の輪舞曲』
- 2001年 - 『二十一世紀の精神異形者』『天』『龍』『夜叉』『乾闥婆』『阿修羅』『迦樓羅』『緊那羅』『摩護羅迦』『時国天』『増長天』『広目天』『多聞天』『千手観音』『極楽地獄』
- 2002年 - 『煌神羅刹三都大戦 ～東京の陣～』『煌神羅刹三都大戦 ～名古屋の陣～』『煌神羅刹三都大戦 ～大阪の陣～』『春の麗らの百鬼夜行』全国ツアー2002夏『彼の岸喚ぶは夏狂言』* 2003年 - アルバム『鳳翼麟瞳』発売記念ツアー『鳳凰の翼で舞い、麒麟の瞳で睨み付けろ!!』
- 2003年 - 全国単独公演ツアー『ならば、罷り通る!!』
- 2003年 - 全国ツアー2003年夏『白光赤熱、夏越の神楽』
- 2003年 - 陰陽座今年最後の大暴れ『然ればこそ覚醒ん』
- 2004年 - 全国ツアー2004年春『空なればこそ耀かん』
- 2004年 - 『耀の果ての陰と陽』
- 2004年 - 全国ツアー2004年秋冬『我が屍を越えてゆけ』
- 2005年 - 陰陽座ファンのための特設サイト「陰陽座隠れ里」プレミアムライヴ
- 2005年 - 全国ツアー2005年夏『臥した龍の點を睛せ!』
- 2005年 - 全国ツアー2005年冬『龍頭龍尾～陰の巻・陽の巻』
- 2006年 - 陰陽座ツアー2006 『生きることとみつけたり!』
- 2007年 - 全国ツアー2007『天下布武』
- 2007年 - 全国ツアー2007『天下布武-冬の陣-』
- 2008年 - 陰陽座 2008ツアー"魑魅魍魎が夜を行く"
- 2009年 - しきがみのつどい2009～Decade～
- 2009年 - 全国ツアー2009『三国伝来玉面金剛九尾の狐』
- 2009年 - 陰陽座 結成十周年記念公演『龍凰輪舞』
- 2010年 - 全国ツアー2010『続・生きることとみつけたり!!』
- 2011年 - 全国ツアー2011『谺』
- 2012年 - 絶界の鬼子母神
- 2012年 - 全国ツアー2012 『夏鶯の聲に酔う也』
- 2013年 - しきがみのつどい2013
- 2013年 - 2013東名阪ツアー『冬の三都に馳せ侍ふ也』
- 2014年 - 陰陽座全国ツアー2014『風神』
- 2015年 - 陰陽座全国ツアー2015『雷神』
- 2015年 - KING SUPER LIVE 2015
- 2015年 - 全国ツアー2015『斯くて其の魂に太陽を見る也』
- 2016年 - 絶巓の迦陵頻伽
- 2017年 - 全国ツアー2017『頻伽の聲に応ずるが如し』
- 2017年 ‐ しきがみのつどい2017
- 2018年 - 全国ツアー2018『覇道』
- 2019〜2020年 - 全国ツアー2019『生きることと見つけたり【参】』
  - 2019年6月30日、『PURE ROCK JAPAN LIVE 2019 20th Anniversary:DAY2』（CLUB CITTA’・川崎）

## ラジオ
- 『陰陽座の妖気な百鬼夜行』（CBCラジオ、2002年10月 - 2003年3月 黒猫、瞬火 準レギュラーで招鬼、狩姦、斗羅）
- 『HOT ROCKIN'』（NACK5、2004年4月 - 2011年3月 黒猫、瞬火のみ）
- 『陰陽座・黒猫のねこまんまRADIO』（TOKYO FM、2015年10月 - 2017年3月、2018年4月 - 2018年6月、2025年1月 - 2025年6月、2025年8月10日(復活スペシャル) 黒猫のみ）